# 阜山乡
阜山乡，是中华人民共和国浙江省丽水市青田县下辖的一个乡镇级行政单位。

## 行政区划
阜山乡下辖以下地区：
坑边村、岗下村、前王村、阜山村、红富垟村、安店村、周宅村、陈宅村、岙底村、朱岙村、周山村、龙隐村、岭峰村、双溪村、圳下村、金竹垟村、季山村、周村、周西坑村、吴庄村和垟村。

## 中国传统村落
2013年8月，安店村获批第二批中国传统村落。